# جون إم. ولفيرتون
جون إم. ولفيرتون هو محامي وسياسي أمريكي، ولد في 31 يناير 1872، وتوفي في 19 أغسطس 1944. نشط حزبياً في الحزب الجمهوري. وقد انتخب عضو مجلس النواب الأمريكي ‏.